# GNU Free Documentation License
GNU Free Documentation License (sigla GFDL, em português: Licença de Documentação Livre GNU) é uma licença para documentos e textos livres publicada pela Free Software Foundation. É inspirada na GNU General Public License (Licença Pública Geral GNU), da mesma entidade, que é uma licença livre para software. A GFDL permite que textos, apresentações e conteúdo de páginas na internet sejam distribuídos e reaproveitados, mantendo, porém, alguns direitos autorais e sem permitir que essa informação seja usada de maneira indevida. A licença teve o primeiro rascunho divulgado no final de 1999.
A licença possui umas restrições, não permite, por exemplo, que o texto seja transformado em propriedade de outra pessoa, além do autor ou que sofra restrições a ser distribuído da mesma maneira que foi adquirido. Outra exigência da licença é que o material publicado seja liberado também em um formato transparente para melhor se poder exercer os direitos que a licença garante.
As licenças do Projeto GNU têm o respaldo legal da constituição dos EUA, por terem sido publicadas pela Free Software Foundation, e são válidas em todos os países que aceitam o acordo internacional de respeito a patentes e direitos autorais.
O GFDL foi projetado para manuais, livros didáticos, outros materiais de referência e de instrução e documentação que muitas vezes acompanha o software GNU. No entanto, ele pode ser usado para qualquer trabalho baseado em texto, independentemente do assunto. Por exemplo, a enciclopédia on-line gratuita Wikipédia usa o GFDL (juntamente com a Licença Creative Commons Attribution Share-Alike) para todo o seu texto.

## Permissões
Desde que haja uma cópia de si mesma, a GFDL permite explicitamente a qualquer usuário do item sob ela licenciado copiá-lo literalmente e distribuir essas cópias, inclusive recebendo compensação monetária por elas; permite ainda locá-las e exibi-las publicamente. Impõe, porém, uma série de exigências e obrigações, como a de disponibilizar uma cópia transparente do item, acima mencionada. Ela proíbe que se utilizem meios técnicos para impedir que pessoas que tenham acesso a qualquer cópia do item usufruam dos mesmos direitos que quaisquer outros.
Versões modificadas do item também podem ser incluídas, desde que o autor da modificação concorde em também licenciar a versão modificada pela GFDL.

## Versões
O primeiro rascunho da GFDL foi divulgado no final de 1999, e após algumas revisões a versão 1.1 foi lançada em março de 2000. A versão 1.2 foi lançada em novembro de 2002 e a versão actual, 1.3, foi lançada em novembro de 2008.